# Spermophorella maculatissima
Spermophorella maculatissima är en insektsart som beskrevs av Tillyard 1916. Spermophorella maculatissima ingår i släktet Spermophorella och familjen Berothidae. Inga underarter finns listade i Catalogue of Life.